# Kenny Nolan
Kenny Nolan (Los Angeles, 30 settembre 1949) è un cantautore statunitense di Los Angeles.
Nolan è famoso per aver cantato la hit "I Like Dreamin'" nel 1977 ed aver scritto con Bob Crewe molte canzoni tra cui Lady Marmalade delle Labelle e "My Eyes Adored You" di Frankie Valli (entrambe nel 1974).

## Carriera
All'età di 13 anni ha vinto un concorso della University of Southern California per composizioni musicali ma si ritirò dopo sei mesi annoiato dal regime convenzionale. Quattro anni dopo arrivò un altro premio alla stessa maniera, così Nolan decise di inviare canzoni a degli artisti che pensava potessero essere adatti. Ciò lo portò all'attenzione del cantautore Bob Crewe e dell'imprenditore Wes Farrell che sfruttarono il talento dell'allora giovane.
Lavorando alla Chelsea Records scrisse molti successi dell'era disco anni settanta come "Get Dancin'" di Disco Tex & the Sex-o-lettes e i già citati "Lady Marmalade" e "My Eyes Adored You".
Ambiva anche a cantare, così entrò nei The Eleventh Hour registrando anche un album contenente le hit "So Good" e "Hollywood Hot". Nel 1976 decise di cantare lui una canzone che aveva commissionato per un altro: si trattava di "I Like Dreamin'", che diventò ben presto un successo raggiungendo #3 nella chart di Billboard Hot 100.
Il singolo successivo fu "Love's Grown Deep" preso dal suo album omonimo del 1977. Seguì l'anno successivo "My Eyes Get Blurry" e l'album "A Song Between Us". Due anni più tardi uscì l'album "Night Miracles" contenente un nuovo singolo: "Us and Love (We Go Together)" anche se nessun singolo lo riportò al successo di prima. 
Continua comunque a incidere passando alla MCA Records l'album "Head To Toe" che porta i singoli "Love Song" e "Soft Rock Hard Love" ma più in là il successo commerciale lo eluse.